# 이은규 (연출가)
이은규는 MBC 드라마본부 프로듀서이다.

## 학력
- 서울대학교[1]
- 광주 제일고등학교 (73년 졸)
- 광주서중(70년 졸)

## 경력
- 2005년 3월 ~ 2005년 10월 MBC 드라마본부 부장
- 2005년 10월 ~ MBC 드라마본부 국장
- 2008년 ~ 2013년 3월 27일 한국 TV드라마 PD협회 1대 집행부 회장[2][3]
- 2013년 12월 31일 ~ KBS 연기대상 방송3사 PD가 꼽은 연기자상 시상 참여[4]

## 작품

### 방송
| 분류   | 방송사 | 제목                                           | 역할 | 기간            |
| ------ | ------ | ---------------------------------------------- | ---- | --------------- |
| 드라마 | MBC    | MBC 농촌드라마 《전원일기》                    | 연출 | 1980년 ~ 2002년 |
| 드라마 | MBC    | MBC 아침드라마 《사랑해 당신을》               | 연출 | 1990년          |
| 드라마 | MBC    | MBC 특집드라마 《춘사 나운규》                 | 연출 | 1991년          |
| 드라마 | MBC    | MBC 베스트극장 《따뜻한 겨울》                 | 연출 | 1991년          |
| 드라마 | MBC    | MBC 베스트극장 《남겨진 사람들》               | 연출 | 1992년          |
| 드라마 | MBC    | MBC 베스트극장 《추억수배》                    | 연출 | 1992년          |
| 드라마 | MBC    | MBC 미니시리즈 《걸어서 하늘까지》             | 연출 | 1993년          |
| 드라마 | MBC    | MBC 미니시리즈 《나는 천사가 아니다》          | 연출 | 1993년          |
| 드라마 | MBC    | MBC 특집드라마 《누군들 축복을 원치 않으랴》   | 연출 | 1994년          |
| 드라마 | MBC    | MBC 미니시리즈 《새야 새야 파랑새야》          | 연출 | 1994년          |
| 드라마 | MBC    | MBC 아침드라마 《행복》                        | 연출 | 1995년          |
| 드라마 | MBC    | MBC 미니시리즈 《그들의 포옹》                 | 연출 | 1996년          |
| 드라마 | MBC    | MBC 주말연속극 《위험한 사랑》                 | 연출 | 1996년          |
| 드라마 | MBC    | MBC 특집드라마 《사랑의 조건》                 | 기획 | 1997년          |
| 드라마 | MBC    | MBC 주말연속극 《신데렐라》                    | 기획 | 1997년          |
| 드라마 | MBC    | MBC 특집드라마 《딸의 선택》                   | 기획 | 1997년          |
| 드라마 | MBC    | MBC 주말연속극 《예스터데이》                  | 기획 | 1997년          |
| 드라마 | MBC    | MBC 월화드라마 《불꽃놀이》                    | 기획 | 1997년          |
| 드라마 | MBC    | MBC 미니시리즈 《예감》                        | 기획 | 1997년          |
| 드라마 | MBC    | MBC 미니시리즈 《세상 끝까지》                 | 기획 | 1998년          |
| 드라마 | MBC    | MBC 미니시리즈 《추억》                        | 기획 | 1998년          |
| 드라마 | MBC    | MBC 미니시리즈 《맨발로 뛰어라》               | 기획 | 1998년          |
| 드라마 | MBC    | MBC 미니시리즈 《내일을 향해 쏴라》            | 기획 | 1998년          |
| 드라마 | MBC    | MBC 수목 드라마 《수줍은 연인》                | 기획 | 1998년          |
| 드라마 | MBC    | MBC 미니시리즈 《애드버킷》                    | 기획 | 1998년          |
| 드라마 | MBC    | MBC 수목 드라마 《눈물이 보일까봐》            | 기획 | 1999년          |
| 드라마 | MBC    | MBC 미니시리즈 《마지막 전쟁》                 | 기획 | 1999년          |
| 드라마 | MBC    | MBC 수목 드라마 《안녕 내 사랑》               | 기획 | 1999년          |
| 드라마 | MBC    | MBC 미니시리즈 《햇빛속으로》                  | 기획 | 2001년          |
| 드라마 | MBC    | MBC 미니시리즈 《맛있는 청혼》[5]              | 기획 | 2001년          |
| 드라마 | MBC    | MBC 수목 미니시리즈 《가을에 만난 남자》       | 기획 | 2001년          |
| 드라마 | MBC    | MBC 수목 미니시리즈 《그 햇살이 나에게》       | 기획 | 2002년          |
| 드라마 | MBC    | MBC 수목 미니시리즈 《남자의 향기》            | 기획 | 2003년          |
| 드라마 | MBC    | MBC 미니시리즈 《앞집 여자》[6]                | 기획 | 2003년          |
| 드라마 | MBC    | MBC 베스트극장 《엽기발랄 홍선생》             | 연출 | 2003년          |
| 드라마 | MBC    | MBC 베스트극장 《복어》                        | 연출 | 2003년          |
| 드라마 | MBC    | MBC 특집드라마 《사막의 샘》[7]                | 연출 | 2003년          |
| 드라마 | MBC    | MBC 월화 미니시리즈 《불새》                   | 기획 | 2004년          |
| 드라마 | MBC    | MBC 수목 미니시리즈 《황태자의 첫사랑》        | 기획 | 2004년          |
| 드라마 | MBC    | MBC 월화 미니시리즈 《히트》                   | 기획 | 2007년          |
| 드라마 | MBC    | MBC 월화 미니시리즈 《커피프린스 1호점》[8]    | 기획 | 2007년          |
| 드라마 | MBC    | MBC 주말연속극 《깍두기》                      | 기획 | 2007년          |
| 드라마 | MBC    | MBC 주말연속극 《천하일색 박정금》             | 기획 | 2008년          |
| 드라마 | MBC    | MBC HD 일일연속극 《남자를 믿었네》[9]         | 연출 | 2011년          |
| 드라마 | MBC    | MBC 특집드라마 《못난이 송편》[10]             | 연출 | 2012년          |
| 드라마 | MBC    | MBC 추석특집극 《세상에서 가장 위대한 일》[11] | 연출 | 2013년          |

## 수상 경력
- 2013년 TV드라마 PD협회 감사패[12]

- 2013년 4월 제46회 휴스턴국제영화제(Worldfest-Houston International Film Festival) 드라마스페셜 부문 대상

- 2013년 12월 아시아TV어워즈(Asian TV Awards) TV 단편부문 최우수상[13]